# Schiltzberg
Schiltzberg (Luxemburgs: Schiltzbierg) is een plaats in de gemeente Fischbach en het kanton Mersch in Luxemburg.
Schiltzberg telt 16 inwoners (2001).